# Campeonato Europeo de Patinaje Artístico sobre Hielo de 1952
El XLIII Campeonato Europeo de Patinaje Artístico sobre Hielo se realizó en Viena (Austria) del 4 al 6 de febrero de 1952. Fue organizado por la Unión Internacional de Patinaje sobre Hielo (ISU) y la Federación Austríaca de Patinaje Artístico sobre Hielo.

## Resultados

### Masculino
| Puesto | Nombre             | País        | Puntos |
| ------ | ------------------ | ----------- | ------ |
| Oro    | Hellmut Seibt      | Austria     |        |
| Plata  | Carlo Fassi        | Italia      |        |
| Bronce | Michael Carrington | Reino Unido |        |

### Femenino
| Puesto | Nombre             | País        | Puntos |
| ------ | ------------------ | ----------- | ------ |
| Oro    | Jeannette Altwegg  | Reino Unido |        |
| Plata  | Jacqueline du Bief | Francia     |        |
| Bronce | Barbara Wyatt      | Reino Unido |        |

### Parejas
| Puesto | Nombre                      | País                | Puntos |
| ------ | --------------------------- | ------------------- | ------ |
| Oro    | Ria Baran / Paul Falk       | Alemania Occidental |        |
| Plata  | Jennifer Nicks / John Nicks | Reino Unido         |        |
| Bronce | Mariann Nagy / László Nagy  | Hungría             |        |

## Medallero
| Núm. | País                | Oro | Plata | Bronce | Total |
| ---- | ------------------- | --- | ----- | ------ | ----- |
| 1    | Reino Unido         | 1   | 1     | 2      | 4     |
| 2    | Alemania Occidental | 1   | 0     | 0      | 1     |
| 2    | Austria             | 1   | 0     | 0      | 1     |
| 4    | Francia             | 0   | 1     | 0      | 1     |
| 4    | Italia              | 0   | 1     | 0      | 1     |
| 6    | Hungría             | 0   | 0     | 1      | 1     |
|      | TOTAL               | 3   | 3     | 3      | 9     |